# Phenacoscorpius adenensis
Phenacoscorpius adenensis és una espècie de peix pertanyent a la família dels escorpènids.

## Descripció
- Fa 10 cm de llargària màxima.[4][5]

## Hàbitat
És un peix marí i d'aigües fondes que viu entre 274-550 m de fondària.

## Distribució geogràfica
Es troba a prop del riu Buffalo (Sud-àfrica), el Golf d'Aden i, probablement també, les Seychelles.

## Observacions
És inofensiu per als humans.